# Tata OneCAT

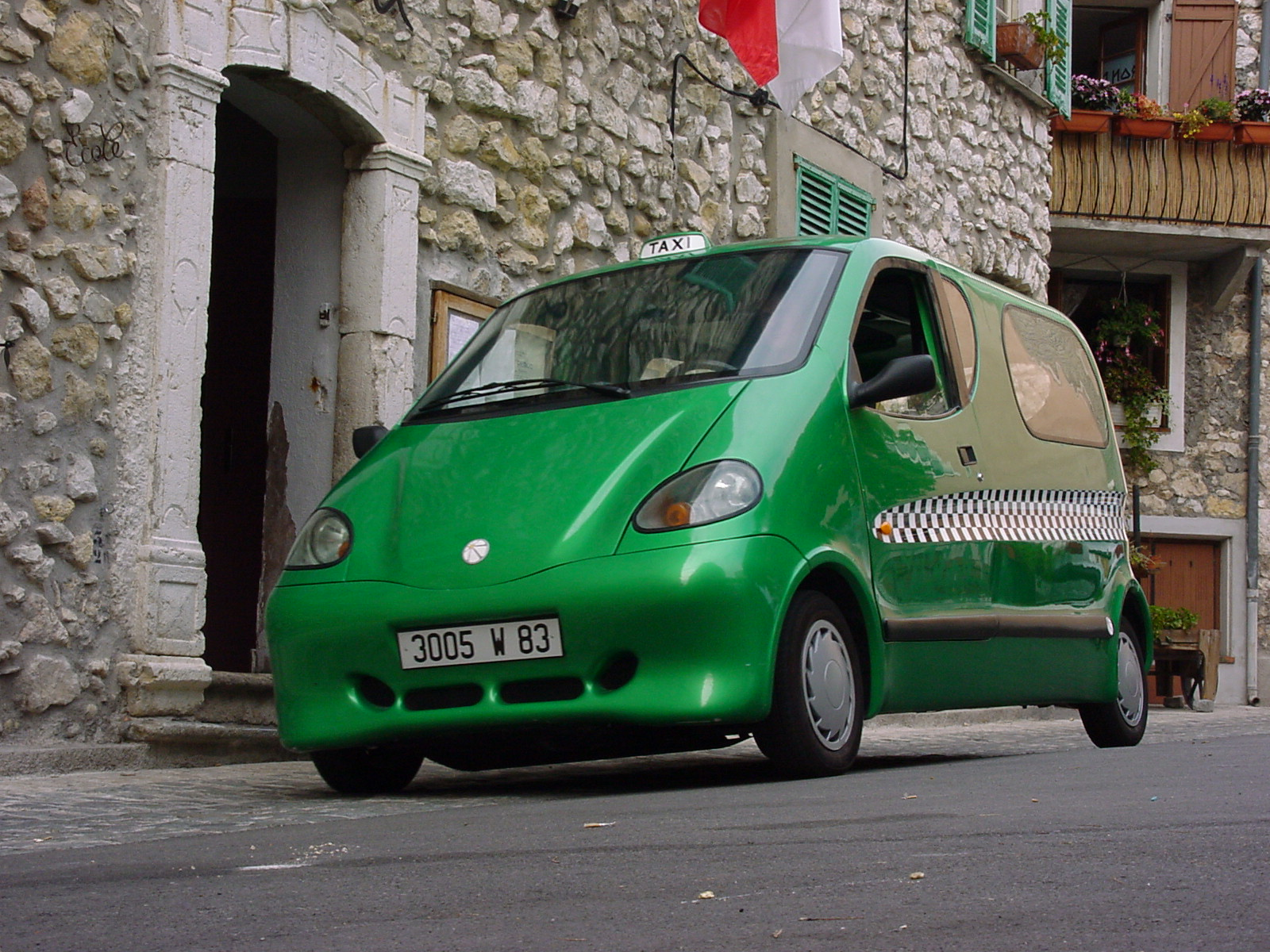
Tata/MDI OneCAT

Tata OneCAT — индийский концепт-кар производства Tata Motors.

## История
Производство концепт-кара Tata OneCAT стартовало в 2008 году. Автомобиль оборудован воздушными аэрозольными баллонами, которые заполняются за 4 часа. Топливозаправочный компрессор от компании Motor Development International заправляет топливный бак за 3 минуты. Объём бака составляет 200 литров.
Недостатки Tata OneCAT — постоянное понижение температуры двигателя и ограниченная скорость, не превышающая 50 км/ч. В феврале 2012 года была анонсирована премьера автомобиля на сжатом воздухе, которая должна была состояться в августе 2012 года, а в феврале 2017 года была анонсирована премьера электромобиля Tata AirPod, которая должна была состояться в 2020 году, однако официального подтверждения этому нет.